# 飛內將大
飛內將大（日语：／ Tobinai Masahiro，1985年1月25日—），日本的音樂家、作曲家、編曲家及音樂製作人。出身於青森縣陸奧市。隸屬於agehasprings。除了本名外，會使用masamusic的名義參與相關活動。

## 略歷
三歲時用家裡的風琴演奏並且錄音，小學六年級時開始作曲。19歲左右開始了自己的音樂創作與混音師的生涯，並且參與專輯合集與編曲的工作。
曾經為YUKI、元氣Rockets、Aimer、The Gospelers等藝人提供樂曲及编曲。
近年活躍在混音師、電視廣告與影音内容的製作。
日本時間2023年1月1日，於推特發文宣佈與歌手Aimer結婚。

## 相關連結
1. ↑  . 2022-12-31  [2022-12-31] （日语）.
2. ↑  .   [2020-05-31]. （原始内容存档于2021-03-05） （日语）. （页面存档备份，存于）
3. ↑  飛内将大 [@masamusic]. . X. 2023-01-01  [2024-06-30]. （原始内容存档于2024-06-30） （日语）.

## 外部連結
- 官方网站 （日語）
- 官方博客  （日語）
- 飛內將大的X（前Twitter）